# Oliver P. Aro
Oliver Pugoy Aro MSP (* 10. Oktober 1961 in Pagadian City, Philippinen) ist ein philippinischer Ordenspriester und emeritierter Apostolischer Superior von Tokelau.

## Leben
Oliver P. Aro trat der Ordensgemeinschaft der Mission Society of the Philippines bei und empfing am 2. Januar 1997 die Priesterweihe. Anschließend war er als Missionar in Papua-Neuguinea und in Neuseeland tätig.
Papst Benedikt XVI. ernannte ihn am 6. Mai 2011 zum Apostolischen Superior von Tokelau. Die Amtseinführung Aros fand am 2. Oktober desselben Jahres statt. Das Amt des Superiors übte er bis 2018 aus.